# Гаранинщина
«Гара́нинщина» — период массовых необоснованных репрессий 1937—1938 годов на Колыме, связываемый с именем начальника Северо-Восточного исправительно-трудового лагеря (Севвостлага) того времени — полковника С. Н. Гаранина.

## История
В истории Севвостлага и «Дальстроя» в целом период конца 1937—1938 годов являлся наиболее жестоким. Он характеризовался массовыми репрессиями, гибелью заключённых от истощения и болезней, ничем не оправданными расстрелами «контрреволюционеров», «врагов народа», «саботажников».

Начало этого периода так называемых «массовых операций» связано с июньским (1937) Пленумом ЦК ВКП(б), предоставившим органам НКВД чрезвычайные полномочия. 2 июля 1937 года Политбюро приняло постановление «Об антисоветских элементах». В постановлении указывалось:
«Замечено, что большая часть бывших кулаков и уголовников, высланных одно время из разных областей в северные и сибирские районы, а потом по истечении срока высылки вернувшихся в свои области, — являются главными зачинщиками всякого рода антисоветских и диверсионных преступлений как в колхозах, совхозах, так и на транспорте и в некоторых отраслях промышленности». На этом основании партийным органам поручалось «взять на учёт всех возвратившихся на родину кулаков и уголовников с тем, чтобы наиболее враждебные из них были немедленно арестованы и были расстреляны в порядке административного проведения их дел через тройки, а остальные менее активные, но всё же враждебные элементы были бы переписаны и высланы в районы по указанию НКВД».
30 июля 1937 года зам. наркома НКВД СССР Н. И. Ежова М. П. Фриновский, ответственный за проведение операции, направил на утверждение Политбюро ЦК ВКП(б) оперативный приказ НКВД СССР № 00447 «Об операции по репрессированию бывших кулаков, уголовников и других антисоветских элементов». 31 июля приказ был утверждён, а уже 1 августа 1937 г. в Магадан поступила телеграмма с требованием немедленного исполнения приговора отделения Дальневосточного краевого суда по Севвостлагу и «Дальстрою» от 1—18 марта 1937 г. над руководителями т. н. «контрреволюционного троцкистского центра на Колыме». На следующий день приговор был приведён в исполнение, о чём в акте об исполнении имеется запись:

«Осуждённые к ВМН Ю. А. Барановский, С. Я. Кроль, М. Д. Майденберг, С. О. Болотников, И. М. Бесидский были расстреляны комендантом УНКВД по Дальстрою в присутствии представителей Дальневосточного Крайсуда по Севвостлагу, прокуратуры по Севвостлагу, Управления НКВД по Дальстрою и врача, констатировавшего смерть расстрелянных. Трупы расстрелянных захоронены в общей яме в лесу близ города Магадана».

Организованной в соответствии с полученными директивами «тройкой» НКВД по «Дальстрою» до начала декабря 1937 г. были рассмотрены дела около 3000 человек, по которым «тройкой» вынесено 2428 расстрельных приговоров (некоторые из них исполнены не были).
Для замещения убывающего в отпуск директора «Дальстроя» Э. П. Берзина 1 декабря 1937 г. в Магадан из Москвы прибыл старший майор госбезопасности К. А. Павлов. Практически одновременно с Павловым прибыли и заступили в должности: зам. директора треста комбриг А. А. Ходырев, начальник Политотдела треста полковой комиссар Ю. М. Гаупштейн (заменил Булыгина Б. А.), начальник УНКВД по «Дальстрою» ст. лейтенант госбезопасности В. М. Сперанский, начальник Севвостлага НКВД полковник С. Н. Гаранин (заменил Филиппова И. Г.). После передачи дел Павлову Берзин выехал в Москву и 19 декабря 1937 г. был арестован на станции Александров как организатор и руководитель «Колымской антисоветской, шпионской, повстанческо-террористической, вредительской организации».
К середине декабря на Колыму прибыла и так называемая «московская» специальная бригада НКВД СССР в составе четырёх чекистов: капитана госбезопасности М. П. Кононовича, ст. лейтенанта госбезопасности М. Э. Каценеленбогена (Богена), лейтенантов госбезопасности С. М. Бронштейна и Л. А. Виницкого. Хотя формально бригада подчинялась начальнику УНКВД по «Дальстрою» Сперанскому, фактически её работой руководил К. А. Павлов.
Используя методы фальсификации, провокации и прямого физического воздействия «московская» бригада разрабатывала дело о «Колымской антисоветской, шпионской, повстанческо-террористической, вредительской организации», которая якобы была организована и возглавлялась бывшим директором «Дальстроя» Э. П. Берзиным. По данному делу в числе остальных 17 декабря 1937 г. был арестован и бывший начальник Севвостлага И. Г. Филиппов. Уже через несколько дней он дал следующие показания:

«Антисоветская организация, активным участником которой я состоял, ставила перед собой основную задачу — свержение Советского правительства. В этих целях организация вела практическую работу в направлениях: а) подготовки на Колыме вооружённого выступления против советской власти в момент возникновения конфликта между СССР и Японией или же Германией; б) подготовки и совершения террористических актов против руководителей Коммунистической партии и Советского правительства; в) возбуждения местного коренного населения против советской власти; г) широкого вредительства во всех областях хозяйства Дальстроя; д) передачи различных сведений иностранным разведкам. Кроме того организацией переправлялось за границу золото… Вредительство по линии лагерей проводилось под моим и Берзина непосредственным руководством… Мы считали заключённых на Колыме своими людьми и старались всемерно улучшить их материально-бытовое положение…»

В «Справке по делу вскрытой на Колыме антисоветской шпионской, террористическо-повстанческой, вредительской организации», подписанной 4 июня 1938 г. начальником УНКВД по «Дальстрою» В. М. Сперанским, приводились следующие данные: репрессировано вольнонаёмных — 285 человек, среди которых выявлены 150 шпионов, работавших на 12 разведок, в том числе: на японскую — 52 человека, на немецкую — 35, польскую — 21, итальянскую и литовскую разведки — по 2 человека. В «Справке» также отмечалось, что «… в погранзоне Охотского побережья ликвидирована японская шпионская сеть организации в 116 человек», включая: 54 кулака, 17 служителей культа, 11 бывших жандармов и полицейских, 3 родовых князя и т. д. Все репрессированы по 1-й категории, то есть расстреляны. Кроме того, в «Справке» было указано, что уже «арестовано и осуждено заключённых 3302 человека». В это число входило: «троцкистов и правых — 60 %, шпионов, террористов, вредителей и других контрреволюционеров — 35 %, бандитов и воров — 5 %».
С 16 декабря 1937 г. по 15 ноября 1938 г. «тройка» УНКВД по «Дальстрою» во втором составе (К. А. Павлов, В. М. Сперанский, Л. П. Метелев или М. П. Кононович) рассмотрела 10 734 дела. Исходя из протоколов её заседаний, был расстрелян 5801 человек. Таким образом, общее количество погибших более чем за год деятельности «тройки» УНКВД по «Дальстрою» в двух составах было не менее 8000 человек, включая вольнонаёмных работников «Дальстроя». Однако, подавляющее большинство расстрельных акций «тройки» УНКВД по «Дальстрою» в период 1937—1938 гг. было направлено против заключённых Севвостлага (часть которых в более позднее время была реабилитирована).
Расстрелы заключённых проводились в Магадане, на так называемой Серпантинке(недалеко от Хатыннаха), на «Мальдяке» и некоторых других приисках «Дальстроя». Так, 13 августа 1938 г. на прииске «Мальдяк» по двум актам было расстреляно 159 человек. Тела всех расстрелянных затем были "зарыты в землю в районе 3-й командировки прииска «Мальдяк». Принимавший в расстреле непосредственное участие сотрудник райотдела НКВД по СГПУ А. И. Гарусов позже показывал:

«В начале августа 1938 года я был командирован начальником РО НКВД Мельниковым на прииск „Мальдяк“ в распоряжение члена бригады Богена. По прибытии в его распоряжение Боген поручил мне и группе товарищей проводить следствие, давая сроки за три часа заканчивать 20 дел. Когда мы ему жаловались на непосильную работу, он прямо приказывал бить арестованных. Боген сам показал нам пример, вызвал одного заключённого и избил кочергой, после чего и мы били чем придётся. Через несколько дней приехал капитан Кононович с прокурором Метелевым в 2 час. ночи и к 6 час. утра рассмотрели больше 200 дел… 133—135 приговорили к высшей мере наказания. Прокурор арестованных не смотрел и ни с кем из них не разговаривал».

Сохранившиеся в магаданских архивах акты о расстрелах имеют, как правило, две (иногда — три) подписи лиц, ответственных за их проведение. Первая подпись принадлежит, условно говоря, организатору. Если расстрел производился в Магадане (а именно в административном центре «Дальстроя» произведено наибольшее число расстрелов), в роли такого организатора чаще других выступали начальник УНКВД по «Дальстрою» В. М. Сперанский, его заместитель М. П. Кононович, начальник административно-хозяйственного отдела УНКВД Галушка. Первая подпись на актах расстрелов, произведённых в Северном ГПУ, принадлежала начальнику райотделения НКВД по СГПУ Мельникову. В качестве организаторов расстрелов в других местах (Оротукан, Мальдяк) выступал и. о. начальника 4-го отдела УНКВД по «Дальстрою» М. Э. Боген, начальник управления рабоче-крестьянской милиции, действовавшего в составе УНКВД, лейтенант милиции Кедров. Вторая подпись принадлежала исполнителю или ответственному группы исполнителей. В Магадане эту вторую подпись неизменно ставил комендант УНКВД по «Дальстрою» Кузьменков, на Хатыннахе — Кедров или начальник отдела уголовного розыска того же УРКМ Дероберти.
Как показывают документы, к указанным репрессиям и другим незаконным действиям «московской» бригады начальник Севвостлага того периода Степан Николаевич Гаранин непосредственного отношения не имел: он не входил в «тройку» УНКВД по «Дальстрою», не допрашивал, не осуждал обвиняемых, не был инициатором расстрелов и сам лично никого не расстреливал. Подписываемые им приказы о расстрелах заключённых, по сути, дублировали решения «тройки». Но оглашаемые за его подписью в лагподразделениях приказы как бы выдвигали его на первую роль и порождали или способствовали порождению массы легенд относительно его личной «кровожадности». При этом, как правило, подавляющее большинство легенд о Гаранине построены на показаниях якобы «очевидцев расстрелов». Магаданский историк А. Козлов в связи с этим упоминает прошедших через Севвостлаг авторов воспоминаний А. С. Яроцкого, Н. А. Иоффе, Г. А. Крутикову-Окушко, В. Т. Шаламова и других. В частности, А. И. Солженицын в своём художественно-историческом произведении «Архипелаг ГУЛАГ» писал, что только в самом страшном расстрельном месте Колымы — на Серпантинке:

«…расстреливали каждый день 30-50 человек под навесом близ изолятора… Ожесточение колымского режима внешне было ознаменовано тем, что начальником УСВИТлага (Управление Северо-Восточных лагерей) был назначен Гаранин, а начальником Дальстроя вместо комдива латышских стрелков Э. Берзиня — Павлов… Тут отменили (для Пятьдесят Восьмой) последние выходные… летний рабочий день довели до 14 часов, морозы в 45 и 50 градусов признали годными для работы, „актировать“ день разрешили только с 55 градусов. По произволу отдельных начальников выводили и при 60… Ещё приняли на Колыме, что конвой не просто сторожит заключённых, но отвечает за выполнение ими плана, и должен не дремать, а вечно их подгонять. Ещё и цинга, без начальства, валила людей. Но и этого всего оказалось мало, ещё недостаточно режимно, ещё недостаточно уменьшалось количество заключённых. И начались „гаранинские расстрелы“, прямые убийства. Иногда под тракторный грохот, иногда и без…»

Однако о личной роли Гаранина в происходящем и месте начальника Севвостлага в репрессивном механизме «Дальстроя» Солженицын смог сообщить лишь следующее:

«Знаем вот „гаранинские расстрелы“ — а о самом Гаранине не знаем. Только знаем, что было ненасытно ему одни подписи ставить; он, по лагерю идя, и сам из маузера стрелять не брезговал, чья морда ему не выходила».

Опираясь на сложившееся мнение о Гаранине как о «палаче» и «кровавом садисте», некритическую позицию по отношению к нему стали занимать зарубежные историки, в частности, Роберт Конквест. Так, автор исследования «Большой террор» Р. Конквест вообще приписывает С. Н. Гаранину должность К. А. Павлова: «Берзина сменил Гаранин, который открыл на Колыме кампанию террора, маниакальную даже по масштабам НКВД. Гаранинщина ознаменовалась пытками и казнями. Только в спецлагере Серпантинка Гаранин расстрелял в 1938 году около 26 тысяч человек». Похожие факты приводит в своём 2-томном «Справочнике по ГУЛАГу» француз Жак Росси: «Первый начальник Дальстроя — Рейнгольд Иосифович Берзин. Его заместитель и начальник УСВИТЛАГа — Гаранин». В другом месте работы Ж. Росси указывает: «Гаранин, начальник УСВИТЛАГа на Колыме, возглавлял расстрельную Тройку, которая в 1937—1938 гг. составляла списки заключённых на расстрел. Всего на Колыме было расстреляно около 26 тысяч политзаключённых, уголовников-рецидивистов, отказчиков. Утверждают, что многих застрелил лично Гаранин…».
27 сентября 1938 года С. Н. Гаранин был арестован как «польский шпион» и обвинён в проведении необоснованных массовых репрессий, в расстрелах и т. п. Уже после ареста был распространён слух о «разоблачении японского шпиона», под видом убитого им Гаранина занимавшегося вредительством и уничтожавшего заключённых. 17 января 1940 г. заседание Особого совещания НКВД СССР приговорило С. Н. Гаранина «за участие в контрреволюционной организации заключить в исправительно-трудовой лагерь сроком на 8 лет». Позже этот срок был продлён. Согласно справке 1-го отдела Печерского ИТЛ МВД СССР, «Гаранин Степан Николаевич умер 9 июля 1950 г.». Реабилитирован 6 февраля 1990 г..
На основании Постановления СНК СССР и ЦК ВКП(б) от 17 ноября 1938 года впредь рассмотрение дел на «тройках» было запрещено, а сами «тройки» ликвидированы. «Московская» бригада НКВД СССР была отозвана в Москву.
8 апреля 1940 года Военная коллегия Верховного суда СССР приговорила бывшего начальника УНКВД по «Дальстрою» Сперанского по статьям 58-7 и 58-11 УК РСФСР к высшей мере наказания — расстрелу. Приговор приведён в исполнение. После ареста Сперанского Управлением НКВД по «Дальстрою» и прокуратурой были прекращены как необоснованно возбуждённые 282 дела. Из-под стражи освободили незаконно арестованных 274 человека. В материалах дела сохранились протоколы заседаний «тройки» УНКВД по «Дальстрою» на 336 осуждённых, в которых обнаружена фальсификация. До 2011 года сведения о реабилитации отсутствуют.
Каценеленбоген (Боген) М. Э. 7 июля 1941 года Военной коллегией Верховного суда СССР приговорён к расстрелу. До 2011 года сведения о реабилитации отсутствуют.

## Библиографические источники
1. ↑  Бацаев И. Д., Козлов А. Г. Дальстрой и Севвостлаг НКВД СССР в цифрах и документах: В 2-х ч. Ч. 1 (1931—1941). Магадан: СВКНИИ ДВО РАН, 2002. С. 217. ISBN 5-94729-006-5
2. 1 2 3 4 5  Бацаев И. Д., Козлов А. Г. Дальстрой и Севвостлаг НКВД СССР в цифрах и документах… Ч. 1. С. 218.
3. ↑  Цит. по: Бацаев И. Д., Козлов А. Г. Дальстрой и Севвостлаг НКВД СССР в цифрах и документах… Ч. 1. С. 218.
4. 1 2  Бацаев И. Д., Козлов А. Г. Дальстрой и Севвостлаг НКВД СССР в цифрах и документах… Ч. 1. С. 219.
5. ↑  Цит. по: Бацаев И. Д., Козлов А. Г. Дальстрой и Севвостлаг НКВД СССР в цифрах и документах… Ч. 1. С. 219.
6. ↑  Солженицын А. И. Архипелаг ГУЛАГ. 1918—1956. Опыт художественного исследования. В 3 книгах. Кн. 2. — Екатеринбург: Издательство «У-Фактория», 2006. С. 100—101 ISBN 978-5-9757-0162-6
7. ↑  Солженицын А. И. Архипелаг ГУЛАГ… Кн. 2. С. 433.
8. ↑  Бацаев И. Д., Козлов А. Г. Дальстрой и Севвостлаг НКВД СССР в цифрах и документах… Ч. 1. С. 220.
9. ↑  Мета В. И., Диденко В. В. Жертвы Колымы. Магадан… С. 241.
10. ↑  Бацаев И. Д., Козлов А. Г. Дальстрой и Севвостлаг НКВД СССР в цифрах и документах… Ч. 1. С. 354.

## Документальные источники
1. ↑  Приказ по Дальстрою от 07.12.1937 № 395 По кадрам
2. ↑  Приказ по Дальстрою от 01.01.1938 № 1 По кадрам
3. ↑  Постановление СНК СССР и ЦК ВКП(б) от 17.11.1938 г. № П 4387 Об арестах, прокурорском надзоре и ведении следствия